# Grandchamp (Sarthe)
Grandchamp és un municipi francès situat al departament del Sarthe i a la regió de País del Loira. L'any 2007 tenia 168 habitants.

## Demografia

### Població
El 2007 la població de fet de Grandchamp era de 168 persones. Hi havia 56 famílies de les quals 12 eren unipersonals (12 homes vivint sols), 16 parelles sense fills i 28 parelles amb fills.
La població ha evolucionat segons el següent gràfic:
Habitants censats

### Habitatges
El 2007 hi havia 79 habitatges, 58 eren l'habitatge principal de la família, 15 eren segones residències i 6 estaven desocupats. Tots els 79 habitatges eren cases. Dels 58 habitatges principals, 50 estaven ocupats pels seus propietaris, 7 estaven llogats i ocupats pels llogaters i 1 estava cedit a títol gratuït; 4 tenien dues cambres, 11 en tenien tres, 9 en tenien quatre i 35 en tenien cinc o més. 50 habitatges disposaven pel capbaix d'una plaça de pàrquing. A 18 habitatges hi havia un automòbil i a 33 n'hi havia dos o més.

### Piràmide de població
La piràmide de població per edats i sexe el 2009 era:
| Homes | Edats   | Dones |
| ----- | ------- | ----- |
| 0     | 95 o +  | 0     |
| 0     | 90 a 94 | 0     |
| 0     | 85 a 89 | 0     |
| 0     | 80 a 84 | 0     |
| 0     | 75 a 79 | 0     |
| 8     | 70 a 74 | 8     |
| 12    | 65 a 69 | 0     |
| 0     | 60 a 64 | 12    |
| 4     | 55 a 59 | 4     |
| 8     | 50 a 54 | 4     |
| 4     | 45 a 49 | 0     |
| 4     | 40 a 44 | 8     |
| 8     | 35 a 39 | 12    |
| 0     | 30 a 34 | 4     |
| 4     | 25 a 29 | 0     |
| 4     | 20 a 24 | 0     |
| 8     | 15 a 19 | 4     |
| 8     | 10 a 14 | 12    |
| 12    | 5 a 9   | 4     |
| 0     | 0 a 4   | 0     |

## Economia
El 2007 la població en edat de treballar era de 98 persones, 68 eren actives i 30 eren inactives. De les 68 persones actives 60 estaven ocupades (34 homes i 26 dones) i 8 estaven aturades (4 homes i 4 dones). De les 30 persones inactives 15 estaven jubilades, 11 estaven estudiant i 4 estaven classificades com a «altres inactius».

### Ingressos
El 2009 a Grandchamp hi havia 62 unitats fiscals que integraven 165 persones, la mediana anual d'ingressos fiscals per persona era de 15.630 €.

### Activitats econòmiques
Dels 3 establiments que hi havia el 2007, 1 era d'una empresa de transport i 2 d'empreses de serveis.
L'any 2000 a Grandchamp hi havia 9 explotacions agrícoles.

## Equipaments sanitaris i escolars
El 2009 hi havia una escola elemental integrada dins d'un grup escolar amb les comunes properes formant una escola dispersa.

## Poblacions més properes
El següent diagrama mostra les poblacions més properes.